# 萨尔恰尔萨马库拉姆
萨尔恰尔萨马库拉姆（Sarcarsamakulam），是印度泰米尔纳德邦Coimbatore县的一个城镇。总人口7728（2001年）。

## 人口
该地2001年总人口7728人，其中男性3864人，女性3864人；0—6岁人口695人，其中男337人，女358人；识字率63.43%，其中男性为71.22%，女性为55.64%。